# 項塔蘭
《项塔兰》（英語：Shantaram，印地语即“和平之人”之意）为澳洲人格里高利·罗伯兹所著小说之名。著作者罗伯兹有过24次抢劫银行记录，并吸食海洛因，被捕后判19年监禁。于澳洲彭特里奇监狱服刑时逃脱，流亡印度十年。1991年，罗伯兹于德国被捕；1997年出狱后写下《项塔兰》。小说出版后罗伯兹成为专职畅销作家，作者自称“曾是在海洛因中失去理想的革命份子，犯罪中失去操守的哲学家，在重刑监狱中失去灵魂的诗人”。
《项塔兰》为罗伯兹流亡印度后描写流亡惊险经历和印度社會的自传体长篇小说，英文版2003年于澳洲出版，中文版本于2009年由华文出版社出版。小说出版后，有人称之为新世纪《一千零一夜》，书中的很多描述与中国人传统的“江湖义气”极为吻合。

## 影視改編

### 電影
2004年，华纳以235万美元获得改编权，由作者本人协助改写为电影脚本，电影于孟买开拍，总预算超过1亿美元，导演为强尼·戴普。2009年11月，《獨立報》報導該項目已被取消。
2013年5月，《孟買鏡報》報導，華納兄弟已在談判將電影版權保留到2015年，這加劇了人們對《項塔蘭》的電影改編仍在進行中的猜測。10月，宣布喬爾·埃哲頓將擔任主角，艾瑞克·羅斯編劇，强尼·戴普則會擔任製片人。華納兄弟還與加斯·戴维斯進行了早期會談，以擔任電影的導演。

### 電視
2018年6月7日，宣布蘋果公司正在為Apple TV+開發一部《項塔蘭》的改編電視劇，由艾瑞克·華倫·辛格編劇並與大衛·曼森、妮可·克萊門斯（Nicole Clemens）、史提夫·高林和安德烈亞·巴隆（Andrea Barron）共同擔任執行製片人。Anonymous Content和派拉蒙電視公司也有望參與製作。2019年8月，宣布製作工作正在進行，拍攝工作將於2019年10月開始。該劇定在澳大利亞維多利亞州拍攝，其中地點包括墨爾本濱海港區製片廠及彭特里奇監獄。該劇將將從澳大利亚政府獲得740萬澳元的資金，且導演賈斯汀·克佐將執導10集劇集中的4集。2019年9月，查理·漢納被選來擔任主角。